# Torinski seznam kraljev
Torinski seznam kraljev, Torinski  kraljevski kanon  ali Torinski papirus je staroegipčanski hieratski papirus, napisan med vladanjem faraona Ramzesa II. (vladal 1279–1213 pr. n. št., Devetnajsta dinastija). Hrani ga Museo Egizio  (Egipčanski muzej) v Torinu. Papirus vsebuje najobširnejši seznam staroegipčanskih kraljev in je osnova za večino kronologij pred vladavino Ramzesa II.

## Nastanek in raba
Seznam kraljev je bil napisan med vladavino Ramzesa II. sredi obdobja Novega kraljestva oziroma vladavine Devetnajste dinastije. Začetek in konec papirusa sta izgubljena. Uvoda zato ni, zapisi pa se z Devetnajsto dinastijo končajo, čeprav so se morda nadaljevali.
Na papirusu so imena vladarjev in dolžina njihove vladavine v letih, mesecih in dneh. V nekaterih primerih so združeni po družinah, ki približno ustrezajo dinastijam v Manetovi  Egiptiki (Aegyptiaca). Seznam vključuje imena rednih vladarjev ali tistih, ki so vladali na majhnih ozemljih in v drugih virih morda niso omenjeni.
Seznam naj bi vseboval tudi kralje iz Petnajste dinastije, se pravi Hiksov,  ki so vladali v Spodnjem Egiptu in delti Nila. Hiški vladarji nimajo kartuš, k njihovemu imenu pa je pripisan znak, da so tujci. Tujci na sezname kraljev praviloma niso uvrščali. 
Seznam je bil prvotno davčni svitek, na katerega so kasneje hrbtni strani napisali seznam kraljev, vključno z mitskimi kralji, kot so bogovi, polbogovi in duhovi. Uporaba že rabljenega papirusa kaže, da seznam za avtorje ni imel velikega uradnega pomena,  čeprav je bil njegov namen pomoč državni upravi. Kot tak je bil zato do nekaterih vladarjev morda manj pristranski in je verjetno vseboval vse znane kralje do Devetnajste ali celo Dvajsete dinastije.

## Odkritje in rekonstrukcija
Papirus je leta 1820 v Luksorju (Tebe) odkril italijanski popotnik Bernardino Drovetti  in ga leta 1824 kupil z Egiptovski muzej v Torinu v Italiji. V muzeju je dobil oznako Papirus št. 1874. Škatla s papirusom je bila med prevozom odprta in svitek je razpadel. Jean-Francois Champollion je med njegovim preučevanjem na nekaterih večjih fragmentih prepoznal imena kraljev in naredil risbo, po kateri bi se lahko rekonstruiral.
Fragmente, od katerih so nekateri merili samo en kvadratni centimeter, je za njim preučil saški raziskovalec Gustav Seyffarth (1796–1885) in ustvaril bolj popolno rekonstrukcijo, ki je temeljila samo na papirusovih vlaknih, ker pomena hieratskih znakov še ni znal dešifrirati. Papirus je kasneje preučeval tudi münchenski egiptolog Jens Peter Lauth in potrdil večino Seyffarthove rekonstrukcije.
In 1997 je prominentni egiptolog Kim Ryholt v knjigi  Politično stanje v Egiptu v Drugem vmesnem  obdobju od okoli 1800 do 1550 pr. n. št. objavil novo in boljšo interpretacijo seznama. Po še eni študiji je seznam še dopolnil. Egiptolog Donald Redford je med preučevanjem papirusa ugotovil, da se številna imena na seznamu ujemajo z imeni na spomenikih in drugih dokumentih, druga pa ne, kar je vneslo nekaj dvoma v absolutno zanesljivost podatkov.
Približno 50% papirusa vsem naporom navkljub še vedno manjka. Trenutne analize kažejo, da je bil dolg 1,7 m in širok 0.41 m in razdrobljen na več kot 160 fragmentov. Leta 2009 je bilo objavljenih nekaj do takrat neobjavljenih fragmentov, odkritih v skladišču torinskega muzeja. Fragmenti so v dobrem stanju,
  zato se pričakujeta nova analiza in objava Torinskega papirusa.
Na dveh mestih se pojavlja ime Hudžefa, kar pomeni manjkajoč ali izbrisan. Hudžefa I. bi lahko bil Sneferka iz Druge dinastije, Hudžefa II. pa morda Sedžes iz Tretje dinastije.

## Vsebina
Papirus je razdeljan na enajst stolpcev. Imena in položaji več kraljev so zaradi slabega stanja papirusa še vedno sporni.
- 1. stolpec: bogovi Starega Egipta
- 2. stolpec: bogovi Starega Egipta, duhovi in mitski kralji
- 3. stolpec: vrstice 11–25 (1. in 2. dinastija)
- 4. stolpec: vrstice 1–25 (2. do 5. dinastija)
- 5. stolpec: vrstice 1–26 (6.-10. dinastija)
- 6. stolpec: vrstice 12–25 (11. in 12. dinastija)
- 7. stolpec: vrstici 1–2 (12. in 13. dinastija)
- 8. stolpec: vrstice 1–23 (13. dinastija)
- 9. stolpec: vrstice 1–27 (13. in 14. dinastija)
- 10. stolpec: vrstice 1–30 (14. dinastija)
- 11. stolpec: vrstice 1–30 (14.-17. dinastija)